# Pyromania (album)
Pyromania je třetí studiové album britské skupiny Def Leppard. Jeho nahrávání probíhalo od ledna do listopadu 1982 a vyšlo v lednu 1983. Album produkoval Robert John „Mutt“ Lange. V žebříčku Billboard 200 se umístilo nejlépe na druhém místě a v UK Albums Chart na osmnáctém. Alba se prodalo přes 10 milionů kusů a získalo deset platinových desek od RIAA; získalo tedy jednu diamantovou desku.

## Seznam skladeb
| Strana 1 (LP) | Strana 1 (LP)               | Strana 1 (LP) |
| Pořadí        | Název                       | Délka         |
| ------------- | --------------------------- | ------------- |
| 1.            | Rock! Rock! (Till You Drop) | 3:52          |
| 2.            | Photograph                  | 4:12          |
| 3.            | Stagefright                 | 3:46          |
| 4.            | Too Late for Love           | 4:30          |
| 5.            | Die Hard the Hunter         | 6:17          |

| Strana 2 (LP) | Strana 2 (LP)     | Strana 2 (LP) |
| Pořadí        | Název             | Délka         |
| ------------- | ----------------- | ------------- |
| 1.            | Foolin'           | 4:32          |
| 2.            | Rock of Ages      | 4:09          |
| 3.            | Comin' Under Fire | 4:20          |
| 4.            | Action! Not Words | 3:49          |
| 5.            | Billy's Got a Gun | 5:56          |

## Obsazení
- Joe Elliott – zpěv
- Steve Clark – kytara
- Phil Collen – kytara
- Pete Willis – kytara
- Rick Savage – baskytara
- Rick Allen – bicí

&
- The Leppardettes – doprovodný zpěv
- John Kongos – syntezátor
- Booker T. Boffin – klávesy